# قانون اساسی چین
قانون اساسی چین با نام رسمی قانون اساسی جمهوری خلق چین (به چینی: 中华人民共和国宪法) عالی‌ترین قانون جمهوری خلق چین است. این قانون در ۴ دسامبر ۱۹۸۲ توسط پنجمین کنگره ملی خلق با بازنگری پنج ساله واحد به تصویب رسید. این چهارمین قانون اساسی در تاریخ جمهوری خلق چین است که جایگزین قانون اساسی ۱۹۵۴، قانون اساسی ۱۹۷۵ و قانون اساسی ۱۹۷۸ شده است.

## پیشینه
اولین قانون اساسی جمهوری خلق چین در سال ۱۹۵۴ اعلام شد. پس از دو نسخه مداخله ای که در سال‌های ۱۹۷۵ و ۱۹۷۸ تصویب شد، قانون اساسی فعلی در سال ۱۹۸۲ ارائه شد. بین هر یک از این نسخه‌ها تفاوت‌های قابل توجهی وجود داشت و قانون اساسی ۱۹۸۲ متعاقباً پنج بار اصلاح شد. علاوه بر این، کنوانسیون‌های متحول قانون اساسی منجر به تغییرات قابل توجهی در ساختار دولت چین در غیاب تغییر در متن قانون اساسی شده است.

## ساختار
1. مقدمه
2. اصول کلی (فصل یکم)
3. حقوق و وظایف اساسی شهروندان (فصل دوم)
4. ساختار دولت (فصل سوم) — که شامل ارگان‌های دولتی مانند کنگره ملی خلق، رئیس‌جمهور جمهوری خلق چین، شورای دولتی، کمیسیون نظامی مرکزی، کنگره‌های خلق محلی در همه سطوح و دولت‌های محلی خلق در همه سطوح، ارگان‌های خودمختار مناطق خودمختار قومی، کمیسیون‌های نظارت، دادگاه‌های خلق و دادستانی‌های خلق می‌شود.
5. پرچم ملی، سرود ملی، نشان ملی و پایتخت (فصل چهارم)[۲]

## اجرای قانون اساسی
قانون اساسی تصریح می‌کند که کنگره ملی خلق و کمیته دائمی آن قدرت بررسی نقض قانون و فعالیت‌های قانون اساسی را دارد. بر خلاف بسیاری از نظام‌های حقوقی غربی، دادگاه‌ها قدرت بررسی قضایی ندارند و نمی‌توانند قانون را به دلیل نقض قانون اساسی بی‌اعتبار کنند.
از سال ۲۰۰۲، یک کمیته ویژه در کنگره ملی خلق به نام کمیته قانون اساسی و قانون کنگره ملی خلق، مسئول بررسی و اجرای قانون اساسی است. این کمیته هرگز به صراحت حکمی مبنی بر مغایرت قانون یا مقررات نداده است. با این حال، در یک مورد، پس از اعتراض رسانه‌ها به مرگ سان ژیگانگ، شورای دولتی مجبور به لغو مقرراتی شد که به پلیس اجازه بازداشت افراد بدون مجوز اقامت را می‌داد و کمیته دائمی کنگره ملی خلق روشن کرد که چنین مقرراتی را خلاف قانون اساسی می‌داند.
در ژانویه ۲۰۲۰، کمیته امور قانونگذاری کنگره ملی خلق یک بازنگری در قانون اساسی انجام داد و مقررات مربوطه را در مقررات محلی در مورد «مدارس از همه سطوح و انواع اقلیت‌های قومی باید از زبان گروه قومی یا زبانی که معمولاً توسط گروه قومی استفاده می‌شود برای تدریس استفاده کنند» و «برخی از دروس در مدارس اقلیت با شرایط را می‌توان با تأیید اداره آموزش محلی به زبان چینی تدریس کرد» مورد هدف قرار داد. کمیته امور قانونگذاری دریافت که مقررات با مفاد بند ۵ ماده ۱۹ قانون اساسی در مورد ترویج پوتونگووا و مقررات قانون زبان مشترک ملی، قانون آموزش و سایر قوانین مربوطه مغایرت دارد و به مقامات محلی دستور داده شده است که تغییراتی ایجاد کنند.
در نوامبر ۲۰۲۰، سیزدهمین کمیته دائمی کنگره ملی خلق تصمیمی در مورد صلاحیت اعضای شورای قانونگذاری منطقه ویژه اداری هنگ کنگ اتخاذ کرد که به ماده ۶۴، بند ۱ قانون اساسی در مورد تفسیر قانون اساسی اشاره کرد.

## انتقادها
در اوایل سال ۲۰۱۳، جنبشی در میان اصلاح‌طلبان در چین بر اساس اجرای مفاد قانون اساسی شکل گرفت.
ابتکار قانون اساسی باز سازمانی متشکل از حقوق‌دانان و دانشگاهیان در جمهوری خلق چین بود که از حاکمیت قانون و حمایت‌های بیشتر قانون اساسی حمایت می‌کرد. همچنین این سازمان در ۱۴ ژوئیه ۲۰۰۹ توسط دولت تعطیل شد.
در سال ۲۰۱۹، لینگ لی از دانشگاه وین و ونژانگ ژو از دانشگاه ژجیانگ نوشتند که قانون اساسی به حزب کمونیست چین متوسل می‌شود و راه‌حل‌هایی برای مسائل اساسی حاکمیت ارائه نمی‌کند. چنین موضوعاتی از قانون اساسی خارج می‌شوند تا حزب بتواند از طریق مکانیسم‌های نظارتی دیگر خارج از قلمرو قانون اساسی به آن‌ها رسیدگی کند.